# ویلج پارک، لاودردیل شمالی، فلوریدا
ویلج پارک (به انگلیسی: Village Park) یک منطقهٔ مسکونی در ایالات متحده آمریکا است که در شهرستان براوارد، فلوریدا واقع شده‌است. ویلج پارک ۰٫۵ کیلومتر مربع مساحت و ۸۹۵ نفر جمعیت دارد.